# Gran Premio della Malesia 2011
Il Gran Premio della Malesia 2011 è stata la seconda prova della stagione 2011 del campionato mondiale di Formula 1. Si è svolta domenica 10 aprile 2011 sul Circuito di Sepang, situato a poca distanza dalla capitale malese Kuala Lumpur. La gara è stata vinta dal tedesco Sebastian Vettel su Red Bull Racing-Renault, al suo dodicesimo successo nel mondiale. Vettel ha preceduto sul traguardo il britannico Jenson Button su McLaren-Mercedes ed il tedesco Nick Heidfeld su Renault.

## Vigilia

### Aspetti tecnici
La Pirelli, da quest'anno e per tre stagioni, fornitore unico degli pneumatici, annuncia che, per questo gran premio, fornisce gomme dure e morbide. La casa italiana prospetta l'ipotesi di tre-quattro pit stop durante la gara. Viene fornito anche un set extra di pneumatici per le prove libere del venerdì, e inoltre, sempre al venerdì, verrà testato un nuovo tipo di mescola, definito extra hard. Da questo gran premio per meglio individuare le coperture di tipo più morbido, tra quelle fornite, la Pirelli le marca con una fascia color oro. La casa italiana invita anche i piloti, in caso di pista bagnata che tende ad asciugarsi o comunque in situazioni di poco bagnato, a usare le intermedie, e non passare dalle full wet alle slick.
La RBR prova sulla sua vettura il KERS nelle prove libere, dopo che non era stato utilizzato nel gran premio precedente.

### Aspetti sportivi
Da questa stagione, il nome ufficiale del Gran Premio passa da Malaysian Grand Prix a Malaysia Grand Prix, con lo scopo di promuovere l'immagine del paese.
In un'intervista, il campione del mondo in carica Sebastian Vettel, torna a minacciare lo sciopero dei piloti contro le nuove regole in merito a KERS e ala posteriore mobile.
Emanuele Pirro è indicato dalla FIA come commissario aggiunto per il gran premio. Aveva svolto tale funzione anche nel Gran Premio di Abu Dhabi 2010, ultima gara della stagione.
Nelle prime prove libere del venerdì Davide Valsecchi prende il posto di Heikki Kovalainen, con la Lotus-Renault, Nico Hülkenberg quello di Paul di Resta alla Force India-Mercedes e Daniel Ricciardo quello di Sébastien Buemi alla STR-Ferrari.

## Prove

### Resoconto
Mark Webber della RBR-Renault domina la prima sessione del venerdì, staccando il secondo, Lewis Hamilton, di oltre un secondo e mezzo. Problemi tecnici vengono riscontrati sulle due Renault, con Petrov che compie solo quattro giri per una rottura di una ruota. Sulla HRT-Cosworth di Narain Karthikeyan esplode il motore, mentre sulla Virgin-Cosworth di Jérôme d'Ambrosio si verifica un guaio a una sospensione. L'australiano della RBR è il migliore anche nella seconda sessione, con solo però 5 millesimi di vantaggio su Jenson Button. Terzi e quarti gli altri due piloti di McLaren e RBR. Staccati gli altri piloti, con Michael Schumacher che è quinto, a quasi un secondo e tre decimi da Webber. Sono stati riscontrati dei guai tecnici sulle vetture di Liuzzi e Kovalainen.
Nella terza sessione delle libere il miglior tempo è di Hamilton, che precede Webber e Vettel. Il tedesco della RBR aveva fatto segnare il miglior tempo nella prima fase delle libere, nella quale la maggior parte dei piloti non aveva montato le coperture morbide.

### Risultati
Nella prima sessione del venerdì si è avuta questa situazione:
| Pos | Nº | Pilota             | Costruttore      | Tempo    | Gap    | Giri |
| --- | -- | ------------------ | ---------------- | -------- | ------ | ---- |
| 1   | 2  | Mark Webber        | RBR-Renault      | 1'37"651 |        | 22   |
| 2   | 3  | Lewis Hamilton     | McLaren-Mercedes | 1'39"316 | +1"665 | 16   |
| 3   | 7  | Michael Schumacher | Mercedes GP      | 1'39"791 | +2"140 | 29   |

Nella seconda sessione del venerdì si è avuta questa situazione:
| Pos | Nº | Pilota         | Costruttore      | Tempo    | Gap    | Giri |
| --- | -- | -------------- | ---------------- | -------- | ------ | ---- |
| 1   | 2  | Mark Webber    | RBR-Renault      | 1'36"876 |        | 24   |
| 2   | 4  | Jenson Button  | McLaren-Mercedes | 1'36"881 | +0"005 | 30   |
| 3   | 3  | Lewis Hamilton | McLaren-Mercedes | 1'37"010 | +0"134 | 23   |

Nella sessione del sabato mattina si è avuta questa situazione:
| Pos | Nº | Pilota         | Costruttore      | Tempo    | Gap    | Giri |
| --- | -- | -------------- | ---------------- | -------- | ------ | ---- |
| 1   | 3  | Lewis Hamilton | McLaren-Mercedes | 1'36"340 |        | 11   |
| 2   | 2  | Mark Webber    | RBR-Renault      | 1'36"630 | +0"290 | 16   |
| 3   | 4  | Jenson Button  | McLaren-Mercedes | 1'36"762 | +0"422 | 14   |

## Qualifiche

### Resoconto
In Q1 viene esposta la bandiera rossa per il distacco di una parte della fiancata della STR-Ferrari di Sébastien Buemi. Dopo il riavvio della qualifiche tutti montano coperture di tipo morbido, con i due Ferraristi, Felipe Massa e Fernando Alonso, col primo e terzo tempo. Non passano in Q2 Pastor Maldonado e i piloti di Lotus-Renault, Virgin-Cosworth e HRT-Cosworth; questa volta le due vetture della scuderia spagnola passano il limite del 107% e si qualificano per la gara.
Nella seconda fase Vettel fa segnare il miglior crono, mentre fa più fatica Hamilton, che rientra nella top ten solo al secondo tentativo. Non passano alla Q1 Michael Schumacher, le due STR, le due Force India-Mercedes, Sergio Pérez e Rubens Barrichello.
La Q3 è caratterizzata da una serrata battaglia tra le due RBR e le due McLaren. Le altre vetture sono penalizzate dal fatto di aver consumato un treno di gomme morbide in più durante la Q1 e la Q2. Prima vanno davanti le due McLaren, poi si inseriscono i due piloti della scuderia anglo-austriaca. Lewis Hamilton abbassa ancora il tempo, ma subito battuto da Vettel. Si migliorano, ma senza battere il tempo migliore, Webber e Button, terzo e quarto. Per Vettel è la pole 17, come Jackie Stewart; per la RBR prima posizione in griglia numero 22.

### Risultati
Nella sessione di qualifica si è avuta questa situazione:
| Pos                          | N° | Pilota             | Team                 | Q1       | Q2       | Q3       | Griglia |
| ---------------------------- | -- | ------------------ | -------------------- | -------- | -------- | -------- | ------- |
| 1                            | 1  | Sebastian Vettel   | RBR-Renault          | 1'37"468 | 1'35"934 | 1'34"870 | 1       |
| 2                            | 3  | Lewis Hamilton     | McLaren-Mercedes     | 1'36"861 | 1'35"852 | 1'34"974 | 2       |
| 3                            | 2  | Mark Webber        | RBR-Renault          | 1'37"924 | 1'36"080 | 1'35"179 | 3       |
| 4                            | 4  | Jenson Button      | McLaren-Mercedes     | 1'37"033 | 1'35"569 | 1'35"200 | 4       |
| 5                            | 5  | Fernando Alonso    | Ferrari              | 1'36"897 | 1'36"320 | 1'35"802 | 5       |
| 6                            | 9  | Nick Heidfeld      | Renault              | 1'37"224 | 1'36"811 | 1'36"124 | 6       |
| 7                            | 6  | Felipe Massa       | Ferrari              | 1'36"744 | 1'36"557 | 1'36"251 | 7       |
| 8                            | 10 | Vitalij Petrov     | Renault              | 1'37"210 | 1'36"642 | 1'36"324 | 8       |
| 9                            | 8  | Nico Rosberg       | Mercedes GP          | 1'37"316 | 1'36"388 | 1'36"809 | 9       |
| 10                           | 16 | Kamui Kobayashi    | Sauber-Ferrari       | 1'36"994 | 1'36"691 | 1'36"820 | 10      |
| 11                           | 7  | Michael Schumacher | Mercedes GP          | 1'36"904 | 1'37"035 | N.D.     | 11      |
| 12                           | 18 | Sébastien Buemi    | STR-Ferrari          | 1'37"693 | 1'37"160 | N.D.     | 12      |
| 13                           | 19 | Jaime Alguersuari  | STR-Ferrari          | 1'37"677 | 1'37"347 | N.D.     | 13      |
| 14                           | 15 | Paul di Resta      | Force India-Mercedes | 1'38"045 | 1'37"370 | N.D.     | 14      |
| 15                           | 11 | Rubens Barrichello | Williams-Cosworth    | 1'38"163 | 1'37"496 | N.D.     | 15      |
| 16                           | 17 | Sergio Pérez       | Sauber-Ferrari       | 1'37"759 | 1'37"528 | N.D.     | 16      |
| 17                           | 14 | Adrian Sutil       | Force India-Mercedes | 1'37"693 | 1'37"593 | N.D.     | 17      |
| 18                           | 12 | Pastor Maldonado   | Williams-Cosworth    | 1'38"276 | N.D.     | N.D.     | 18      |
| 19                           | 20 | Heikki Kovalainen  | Lotus-Renault        | 1'38"645 | N.D.     | N.D.     | 19      |
| 20                           | 21 | Jarno Trulli       | Lotus-Renault        | 1'38"791 | N.D.     | N.D.     | 20      |
| 21                           | 24 | Timo Glock         | Virgin-Cosworth      | 1'40"648 | N.D.     | N.D.     | 21      |
| 22                           | 25 | Jérôme d'Ambrosio  | Virgin-Cosworth      | 1'41"001 | N.D.     | N.D.     | 22      |
| 23                           | 23 | Vitantonio Liuzzi  | HRT-Cosworth         | 1'41"549 | N.D.     | N.D.     | 23      |
| 24                           | 22 | Narain Karthikeyan | HRT-Cosworth         | 1'42"574 | N.D.     | N.D.     | 24      |
| Tempo limite 107% : 1'43"516 |    |                    |                      |          |          |          |         |

Con i tempi in grassetto sono visualizzate le migliori prestazioni in Q1, Q2 e Q3.

## Gara

### Resoconto
La posizione della pole viene spostata sul lato destro della pista, in quanto meno sporcata dai detriti degli pneumatici.
Alla partenza va subito in testa Sebastian Vettel, seguito da Nick Heidfeld che è autore di un ottimo avvio, partendo dal sesto posto. Anche l'altra Renault, quella di Petrov, scatta bene e si pone al quinto posto, dietro a Lewis Hamilton e Jenson Button, ma davanti ai ferraristi Felipe Massa e Fernando Alonso. Rimane attardato Mark Webber che non usa il KERS alla partenza e si ritrova nono alla prima curva prima di perdere un’ulteriore posizione a favore di Kobayashi con cui continuerà a scambiarsi sorpassi nei giri successivi.
Al quinto giro Massa passa Petrov; un errore del russo favorisce anche il sorpasso dell'altro ferrarista Alonso.
Al giro 11 Webber va al pit stop mentre inizia a scendere una leggera pioggia che però non incide sull condizioni della pista, tanto che nessuno monta gomme intermedie. Nei due giri seguenti anche gli altri piloti di testa montano gomme nuove; solo Alonso e Petrov resistono di più, trovandosi così in testa al gran premio. Al giro 15 pit stop anche per Petrov: Vettel torna in testa, davanti a Hamilton, Kobayashi e Button, con Heidfeld rimasto fermo qualche secondo di troppo. Anche Massa è penalizzato da un problema tecnico che gli fa allungare i tempi del pit. Due giri dopo Alonso passa Jenson Button e coglie il quarto posto, che diventa terzo dopo la sosta di Kobayashi. L’ordine è quindi Vettel, con sei secondi di vantaggio, Hamilton, Alonso, Button, Heidfeld, Webber e Massa. In questo secondo stint, Hamilton e Alonso si scambiano i giri veloci e riducono il vantaggio del battistrada.
Al giro 22 è il turno di Felipe Massa nel passare Mark Webber, sempre senza KERS, e si è preso il sesto posto. Iniziano poi i secondi cambi di gomma. Quasi tutti i piloti di testa mettono ancora gomme morbide tranne Hamilton e Petrov. Sono ancora le Ferrari a chiudere la tornata di stop, cosa che costa nuovamente posizioni ai due ferraristi. La scuderia di Vettel comunica al pilota l'impossibilità di utilizzare il KERS. Il tedesco è di nuovo, però, in testa alla gara, davanti alle due McLaren, Alonso e Webber. Al giro 32 terzo pit stop per Webber, che monta gomme dure. In questa fase, Vettel torna ad allungare su Hamilton, messo sotto pressione da Button.
Cinque giri dopo anche Hamilton deve cambiare le coperture, che, pur essendo dure, hanno un rapido decadimento. Lewis resta fermo qualche secondo di troppo e perde la posizione a favore di Button, decisamente a suo agio nella seconda metà gara. Completato l’ultimo giro di cambi gomma Vettel ora è davanti a Button, Hamilton, Alonso, Heidfeld, Massa e Webber, che di stop ne ha fatto uno in più. Al 46º giro Fernando Alonso attacca Lewis Hamilton (il ferrarista non può usare l'ala posteriore mobile a causa di un guasto) ma nel tentativo di sorpasso la sua ala anteriore viene danneggiata da un contatto. Lo spagnolo è costretto a cambiare il musetto e rientra in pista settimo. Nelle retrovie Webber passa Massa e si pone al quinto posto. Al 52º giro Heidfeld passa Hamilton alla prima curva e l’inglese va nuovamente ai box a fine giro, ritrovandosi settimo.
A tre giri dal termine, Vitalij Petrov, che è ottavo, è autore di un'escursione fuori pista; la vettura del pilota russo salta su un avvallamento, schizza in alto e nel ricadere sbatte violentemente a terra tanto che si rompe lo sterzo e si deve ritirare perché non può più girare
Nell'ultimo giro Webber insida Heidfeld ma senza successo. Vince per la quarta volta consecutiva Sebastian Vettel, davanti a Jenson Button e Nick Heidfeld, il quale ottiene il suo ultimo podio in F1 e al contempo il 100° per la Renault. Quick Nick ha inoltre allungato a 13 la sua striscia di podi senza aver mai vinto un Gran Premio di Formula 1. Vanno così a podio le stesse tre scuderie della gara d'apertura in Australia.

### Risultati
I risultati del Gran Premio sono i seguenti:
| Pos | Nº | Pilota             | Costruttore          | Giri | Tempo/Ritiro       | Griglia | Punti |
| --- | -- | ------------------ | -------------------- | ---- | ------------------ | ------- | ----- |
| 1   | 1  | Sebastian Vettel   | RBR-Renault          | 56   | 1h 37'39"832       | 1       | 25    |
| 2   | 4  | Jenson Button      | McLaren-Mercedes     | 56   | +3"261             | 4       | 18    |
| 3   | 9  | Nick Heidfeld      | Renault              | 56   | +25"075            | 6       | 15    |
| 4   | 2  | Mark Webber        | RBR-Renault          | 56   | +26"384            | 3       | 12    |
| 5   | 6  | Felipe Massa       | Ferrari              | 56   | +36"958            | 7       | 10    |
| 6   | 5  | Fernando Alonso    | Ferrari              | 56   | +57"248            | 5       | 8     |
| 7   | 16 | Kamui Kobayashi    | Sauber-Ferrari       | 56   | +1'06"439          | 10      | 6     |
| 8   | 3  | Lewis Hamilton     | McLaren-Mercedes     | 56   | +1'09"957          | 2       | 4     |
| 9   | 7  | Michael Schumacher | Mercedes GP          | 56   | +1'24"896          | 11      | 2     |
| 10  | 15 | Paul di Resta      | Force India-Mercedes | 56   | +1'31"563          | 14      | 1     |
| 11  | 14 | Adrian Sutil       | Force India-Mercedes | 56   | +1'41"379          | 17      |       |
| 12  | 8  | Nico Rosberg       | Mercedes GP          | 55   | +1 giro            | 9       |       |
| 13  | 18 | Sébastien Buemi    | STR-Ferrari          | 55   | +1 giro            | 12      |       |
| 14  | 19 | Jaime Alguersuari  | STR-Ferrari          | 55   | +1 giro            | 13      |       |
| 15  | 20 | Heikki Kovalainen  | Lotus-Renault        | 55   | +1 giro            | 19      |       |
| 16  | 24 | Timo Glock         | Virgin-Cosworth      | 54   | +2 giri            | 21      |       |
| 17  | 10 | Vitalij Petrov     | Renault              | 52   | Incidente          | 8       |       |
| Rit | 23 | Vitantonio Liuzzi  | HRT-Cosworth         | 46   | Ala posteriore     | 23      |       |
| Rit | 25 | Jérôme d'Ambrosio  | Virgin-Cosworth      | 42   | Elettronica        | 22      |       |
| Rit | 21 | Jarno Trulli       | Lotus-Renault        | 31   | Frizione           | 20      |       |
| Rit | 17 | Sergio Pérez       | Sauber-Ferrari       | 23   | Problema elettrico | 16      |       |
| Rit | 11 | Rubens Barrichello | Williams-Cosworth    | 22   | Idraulica          | 15      |       |
| Rit | 22 | Narain Karthikeyan | HRT-Cosworth         | 14   | Idraulica          | 24      |       |
| Rit | 12 | Pastor Maldonado   | Williams-Cosworth    | 8    | Motore             | 18      |       |

## Classifiche Mondiali

### Piloti
| Pos | Pilota             | Punti |
| --- | ------------------ | ----- |
| 1   | Sebastian Vettel   | 50    |
| 2   | Jenson Button      | 26    |
| 3   | Lewis Hamilton     | 22    |
| 4   | Mark Webber        | 22    |
| 5   | Fernando Alonso    | 20    |
| 6   | Felipe Massa       | 16    |
| 7   | Nick Heidfeld      | 15    |
| 8   | Vitalij Petrov     | 15    |
| 9   | Kamui Kobayashi    | 6     |
| 10  | Sébastien Buemi    | 4     |
| 11  | Adrian Sutil       | 2     |
| 12  | Michael Schumacher | 2     |
| 13  | Paul Di Resta      | 2     |

### Costruttori
| Pos | Team                 | Punti |
| --- | -------------------- | ----- |
| 1   | RBR-Renault          | 72    |
| 2   | McLaren-Mercedes     | 48    |
| 3   | Ferrari              | 36    |
| 4   | Renault              | 30    |
| 5   | Sauber-Ferrari       | 6     |
| 6   | STR-Ferrari          | 4     |
| 7   | Force India-Mercedes | 4     |
| 8   | Mercedes GP          | 2     |

## Decisioni della FIA
Al termine della gara, Fernando Alonso e Lewis Hamilton, rispettivamente sesto e settimo al traguardo, vengono penalizzati di venti secondi sul tempo totale: lo spagnolo per aver toccato la vettura dell'inglese nel tentativo di sorpasso, mentre il britannico per aver cambiato più volte traiettoria nella sua difesa della posizione. Alonso mantiene la sua sesta piazza, Hamilton scala invece di una.